# Stilbina olympica
Stilbina (Lukaschia) olympica ist ein Schmetterling (Nachtfalter) aus der Familie der Eulenfalter (Noctuidae). Die Art wurde erst im Jahre 1968 durch Lukasch entdeckt und 1970 von Dierl und Povolný beschrieben.
Die Art zeichnet sich durch einen leichten Sexualdimorphismus aus.

## Merkmale

### Falter
Die Falter besitzen eine Flügelspannweite von 25 bis 35 Millimetern bei den Männchen und von 28 bis 29 Millimetern bei den Weibchen. Die schmalen Vorderflügel der Männchen haben eine dunkelbraune bis schwarzbraune Grundfarbe. Im Bereich des Mittelfeldes ist ein lang gestreckter gelbbrauner Streifen unterhalb des Vorderrandes zu erkennen. Dieser ist nach unten dunkel begrenzt. Der Apex ist rund. Die Weibchen sind ähnlich gezeichnet, jedoch ist der Streifen weniger kontrastreich. Die Grundfarbe ihrer sehr schmalen Vorderflügel ist hell bräunlich, der Apex ist spitz. Die Hinterflügel der Männchen sind groß, zeichnungslos und einfarbig graubraun, diejenigen der Weibchen sind etwas heller und kleiner. Die Fühler der Männchen sind doppelt gekämmt.

### Raupe
Erwachsene Raupen zeigen Zeichnungselemente, die beige und rotviolett gefärbt sind. Sie sind auf der gesamten Körperlänge mit kleinen Warzen und kräftigen Borsten versehen. Die Stigmen sind schwarz.

## Geographische Verbreitung und Lebensraum
Stilbina olympica kommt in einigen Gegenden in Griechenland lokal vor, so auch in der Region um Olympia, dem Erstfundort der Art und besiedelt bevorzugt mit Gräsern und Kräutern bewachsene Berghänge und Macchiegebiete.

## Lebensweise
Die Falter bilden eine Generation pro Jahr, deren Hauptflugzeit in den Monaten September und Oktober liegt. Die Männchen fliegen zuweilen in sehr großer Anzahl künstliche Lichtquellen an. Da die Weibchen nahezu flugunfähig sind, sitzen sie ruhig an Grashalmen. Nach der Befruchtung werden die Eier wahllos ausgestreut. Die Raupen ernähren sich von verschiedenen Gräsern. Von Hacker wurden sie erfolgreich mit Deutschem Weidelgras (Lolium perenne) gezüchtet.